# Sosniwka
Sosniwka (ukrainisch Соснівка; russisch Сосновка Sosnowka) ist eine in der Westukraine liegende kleine Stadt etwa 55 Kilometer nordöstlich der Oblasthauptstadt Lwiw am Bug gelegen.

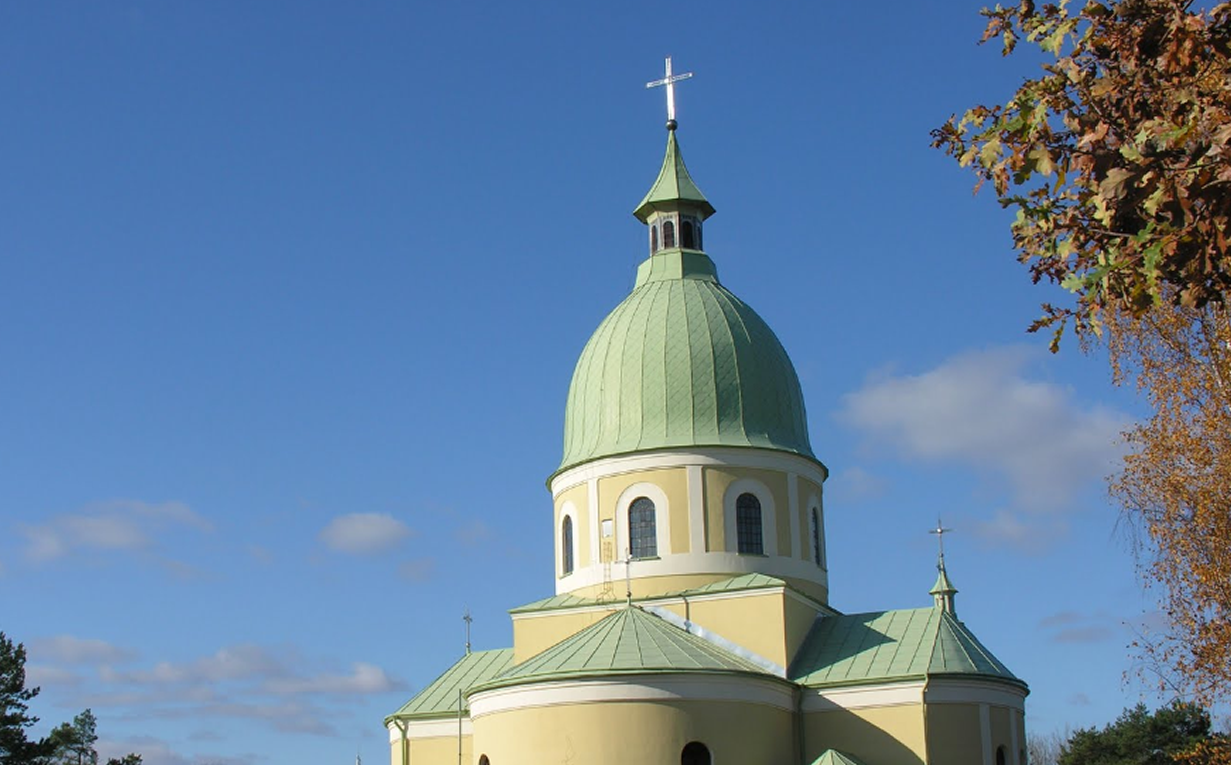
Kirche im Ort

Der Ort wurde 1955 planmäßig zur Erschließung und Verarbeitung der Kohlevorkommen in der Gegend erbaut und trug anfänglich den Namen Schacht 5-9 (шахт 5 — 9), später dann Kirow. Am 19. November 1957 erhielt er bereits den Status einer Siedlung städtischen Typs und wurde gleichzeitig in Sosniwka umbenannt, 1968 folgte dann das Stadtrecht. Der Name bezieht sich auf die großen Kiefernwälder (ukrainisch Сосна/Sosna = „Kiefer“).
Am 12. Juni 2020 wurde die Stadt ein Teil der neu gegründeten Stadtgemeinde Tscherwonohrad im Rajon Tscherwonohrad, bis dahin war sie ein Teil der nördlich gelegenen Stadt Tscherwonohrad.
Östlich der Stadt befindet sich ein Bahnhof an der Zweigstrecke der Bahnstrecke Lwiw–Kiwerzi nach Tscherwonohrad, welche 1915 eröffnet wurde.

## Persönlichkeiten
- Kateryna Polischtschuk (* 2001), Sanitäterin, Sängerin, und Dramatikerin